# ともいきの国 伊勢忍者キングダム
ともいきの国 伊勢忍者キングダム（ともいきのくに いせにんじゃきんぐだむ）は、三重県伊勢市に存在し、忍者・戦国時代・安土桃山時代が主題であるテーマパーク。通称は「伊勢時代村」「伊勢戦国村」

## 概要
忍者劇場などのアトラクションが存在する。戦国時代文化などを取り入れており、忍者劇場や野外劇場では真田幸村や猿飛佐助といった戦国時代・江戸時代初期の武将や忍者の役柄が登場することもある。
敷地面積33.4ha、総工費300億円（安土城は70億円）で開園。当初は二見浦の海岸付近に建設する予定であったが、現在地となった。宮上茂隆による安土城天守復元案を基に、レプリカ建築として再現したとされる安土城天守閣がある。滋賀県近江八幡市安土町の城址は史跡に指定され、その場所への再建は認められないことから、様々な候補から現在地 伊勢市二見町に民間施設として建てられた。

## 経歴
1993年4月27日に株式会社時代村（大新東子会社）により「伊勢戦国時代村」として開園。2001年に累計来場者数500万人を突破。
2003年4月に「伊勢・安土桃山文化村」に名称を変更。2004年に大新東がテーマパーク事業から撤退して時代村運営を終了し、時代村を分社して施設毎に独立運営することとなり、独立法人として営業開始。
2008年10月に萩本欽一を村長に迎えて「ちょんまげワールド伊勢」に名称変更。開園初年間来場者数200万人が2015年には8万人まで減少したことから、2016年、不動産投資開発事業の会社「共生バンクグループ」が買収してグループ企業として再始動。買収後はインバウンド向けに施設の大リニューアルを実施し、総額100億円程度の改装費をかけ、現存施設も生かしながら温泉大浴場・刀鍛冶工房・侍と忍者のコスプレ施設などを新たに加えてリニューアルを行った。
2017年7月に施設名を「伊勢安土桃山城下街」、2018年6月に法人名を「伊勢安土桃山城下街 株式会社」に変更。
2019年3月1日に施設名を「ともいきの国 伊勢忍者キングダム」、7月24日に法人名を「みんなで伊勢を良くし本気で日本と世界を変える人達が集まる株式会社」に変更。

## 不当解雇訴訟
2019年3月28日に当時企画営業職として採用されていた親子の女性スタッフ2名が、当施設を以前運営していた伊勢・安土桃山城下街株式会社より不当な解雇・退職扱いを受けたとして民事訴訟を提起。津地裁伊勢支部は1250万円の支払いを命じた。担当外の業務をさせられたり、何度も上司が変わるなどして母親がその是正を求めたが、合意なく出勤停止を告げられ、反対する娘と共に退職扱いにしたとされる。この額は出勤停止を命じた2017年9月から2019年3月までの総賃金に当たる。

## アクセス
鳥羽駅より伊勢二見鳥羽周遊バス（CANばす）で約30分・無料送迎バスで約30分（1日1本）。宇治山田駅・伊勢市駅より伊勢二見鳥羽周遊バス（CANばす）で約30分。二見浦駅より徒歩で約15分・タクシーで5分。

## 関連作品

### テレビ

#### バラエティ
- キンさばっ!! -近所の裁き-

#### アニメ
- シキザクラ 5話（2021/10/10 - 、中京テレビ）

#### 映画
- 映画刀剣乱舞-継承-（2019年1月18日公開）